# دومنیکو ترتزینی
 دومنیکو ترتزینی (انگلیسی: Domenico Trezzini؛ ۱۶۷۰ – ۱۹ فوریهٔ ۱۷۳۴) یک معمار اهل سوئیس بود.